# Paradarisa lignicolor
Paradarisa lignicolor là một loài bướm đêm trong họ Geometridae.